# Wilhelm von Kotzebue
Wilhelm von Kotzebue, född 1813 i Reval, Guvernementet Estland, Kejsardömet Ryssland, död där 1887, var en rysk diplomat och författare. Han var son till August von Kotzebue.
Kotzebue var rysk envoyé i Karlsruhe 1857–70, i Dresden 1870–78 och i Bern 1878–79 samt ägnade sig därjämte dels anonymt, dels under pseudonymen W. Augustsohn åt skönlitterärt författarskap på tyska språket. Hans dramatiska stycke Ein unlarmherziger Freund uppfördes på de flesta tyska skådebanor. Han utgav även en metrisk översättning av Alexandris samling rumänska folkdikter med titel Rumänische Volkspoesie (1857), en biografi över sin far (1884) och romanen Baron Fritz Reckensteg (två band, 1885). 